# بول تيبيتس
بول تبيتس (بالإنجليزية: Paul Warfield Tibbets, Jr.) (1915 - 2007) هو الطيار الأمريكي الذي ألقى القنبلة الذرية على هيروشيما من طائرة كان يسميها إينولا جاي على اسم والدته.
ولد (بول تيبيتس) في عام 1915م واسم والدته «إينولا جاي».
اشتهر تيبيتس بأنه أفضل طياري الجيش الأمريكي وقتها وفي عام 1945 م تمت ترقيته إلى رتبة كولونيل وهي تعادل رتبة (عقيد) في سلاح الجو الأمريكي.

## قنبلة هيروشيما
في 6 -8- 1945 قاد الطائرة الأمريكية التي ألقت القنبلة الذرية على هيروشيما في اليابان، وهي قنبلة تحتوي على 60 كيلوغراما (130 رطلا) من مادة اليورانيوم ـ 235.
وكان اسم القنبلة الكودي (بالشفرة السرية) هو (الولد الصغير Little Boy)، وأما الطائرة التي تحمل القنبلة فكانت قاذفة من النوع (بي 29). وفكان بول تيبيتس أول من اختبر هذه الطائرة، وأطلق عليها اسم أمه «إينولا جاي».

## إلقاء القنبلة على هيروشيما
أعلن الرئيس هاري ترومان: «إذا لم يقبلوا بشروطنا، فلهم أن يتوقعوا مطرا من الدمار لم يروا مثله من قبل على الكرة الأرضية".
وتقرر تنفيذ مهمة قصف هيروشيما يوم 6-8-1945 م حيث كان الطقس مواتيا لتنفيذ المهمة الخطيرة بعد أيام من السحب التي تجمعت فوق هيروشيما. فانطلق بول تيبيتس بطائرته وهي تحمل القنبلة الذرية من قاعدة «نورث فيلد» في جزيرة تنيان، غرب المحيط الهادئ، مصحوبًا بطائرتين أخريين.
هيروشيما هي مدينة في اليابان، تقع في جزيرة «هونشو»، وتشرف على «خليج هيروشيما». وكان تعداد سكانها عام 1945 م 350,000 نسمة.
وقبل القصف بساعة اكتشف نظام الإنذار المبكر الياباني دخول الطائرات للمجال الجوي الياباني، فنبه السلطات في كبرى المدن بما فيها هيروشيما. لكن بول تيبيتس كان في طريقه للمدينة المستهدفة يقود الطائرة القاذفة، واستطاع أن يتهرب من الدفاعات اليابانية ليصل مدينة هيروشيما.
وحوالي الساعة الثامنة صباحا تمكنت أجهزة الرادار في هيروشيما من تحديد الطائرات الأميركية لكن المسؤولين العسكريين قرروا أن عددها الصغير لا يستدعي التصدي لها بطائرات مضادة على ضوء سياستهم الرامية لتوفير وقود الطائرات.
وفي تمام الساعة الثامنة والربع قصف بول تيبيتس القنبلة الرهيبة من طائرته «بي 29» على وسط مدينة هيروشيما، فانفجرت على ارتفاع 600 متر (ألفا قدم)، وانتشر لظاها على محيط 1.6 كيلومتر مربع، والنيران التي أشعلتها على محيط 11.4 كيلومتر مربع، فقتلت 66 ألف شخص على الفور، وأصابت 69 ألف بجروح وحروق لينتظروا الموت القريب.
وكذلك بواسطة هذا التفجير المتكون من 10 كيلو طن حدث تدمير نحو 90 في المائة من مباني المدينة وبنيتها الأساسية، وبلغ عدد القتلى حتى ديسمبر 1945 م إلى 140 ألفا.».
واستطاع تيبيتس أن يفر بطائرته على وجه السرعة بعد أن حقق مهمته. ولا يوجد في التاريخ المعروف لنا أن شخص قد قتل مثل هذا العدد الذي قتلهم بول تيبيتس في لحظات بقنبلته، حيث يقدر عدد الذين قتلهم نتيجة انفجار قنبلته بحوالي 140 ألف شخص ياباني من سكان هيروشيما، غالبيتهم من المدنيين، ومع ذلك لاقى استحسان رؤسائه في واشنطن.

## حياته بعد الحرب
وبعدها استمر في العمل بالقوات الجوية الأمريكية حتى 31-8-1966، وظل يترقى حتى وصل لرتبة بريجادير جنرال (عميد) في القوات الجوية.
وشغل فيما بعد منصب رئيس مجلس إدارة شركة لصنع النفاثات الخاصة للطبقة العليا في المجتمع.
بنهاية أغسطس 1966 تقاعد بول تيبيتس من عمله، وعلى وجه التكريم قررت الحكومة الأمريكية تعيينه ملحقا عسكريا في سفارة أمريكا في الهند. لكن الحكومة الهندية والمعارضة السياسية بالهند اعترضا على تعيينه فلم يسافر إلى الهند.
وعندما تقاعد من الخدمة، اعتاد السفر إلى شتى أنحاء أمريكا، ليلقي المحاضرات أمام المناصرين للحرب. وظهر أيضا في معارض الطيران.

## رأيه في إلقاء القنبلة
وقد توفي عام ٢٠٠٧ عن عمر ٩٢ عاما. يُذكر أنه كان قد زار المدينة بعد ٣ أسابيع من إزالته لها من الوجود. وقد قال قبل وفاته أنه لا يمانع من إلقاء القنبلة مرة أخرى لأنه ينفذ أوامر القادة.
وفي التسعينات أقحم نفسه بغضب في جدل تافه حول عرض متحف سميثسونيان في واشنطن العاصمة، للجزء الأمامي من طائرته، التي ألقى بها القنبلة على هيروشيما. واتهم النخب بالتلاعب بالرأي العام لخدمة مصالحها الذاتية، وقال أنه كان طيارا وجنديا، وقصد بذلك أنه رجل بسيط.
أجرى معه الكاتب ستدز تركل مقابلة صحفية في عام 2002، بعد 11 شهرا من هجمات الحادي عشر من سبتمبر الأمريكية على نيويورك، وقال أنه لا يتحسر على أهوال الحرب، ولم يفكر أبدا في صعوبة مواجهة عدو لا يحارب باسم دولة ما، وقال أنه يجب أن يكون هناك رد نووي، ربما ضد كابول أو القاهرة أو مكة. وقال أن الصحف يجب أن تتوقف عن قول أن الحرب فظيعة، وأن الأبرياء يقتلون، لقد أوجدهم هناك حظهم العاثر.

## بيع تذكارات عن القنبلة النووية
وقام على شبكة الإنترنت ببيع أشياء صغير تذكارية، مثل نموذج جميل الصنع لقنبلة ذرية سعره 500 دولار، مرتكز على قاعدة من الخشب الماهوجني، وعليه لوحة بيانات تحمل توقيعه. وكذلك باع أوراقا بكل ورقة 36 طابعا تذكاريا تصور القاذفة ب 29، وهي تحلق وراء سحابة عيش الغراب، مصحوبة بخلفية ممتازة تبين الدخان في درجة الغليان على الأرض. 

## وفاته
مات الخميس 1-11-2007 عن عمر 92 عاما.

## عائلته
ومن ذريته حفيده (بول دبليو تيبيتس الرابع) الذي وصل في العام 2006 إلى منصب عسكري مهم وهو قائد مجموعة القاذفات التي تستخدم بي 2 الشبح.

## اقرأ أيضاً
- الهجوم النووي على هيروشيما وناجازاكي

## روابط خارجية
- بول تيبيتس على موقع IMDb (الإنجليزية)
- بول تيبيتس على موقع إن إن دي بي (الإنجليزية)
- بول تيبيتس على موقع قاعدة بيانات الفيلم (الإنجليزية)
- بول تيبيتس على موقع ليتربوكسد (الإنجليزية)